# Ferenc Mohácsi
Ferenc Mohácsi (ur. 25 października 1929 w Budapeszcie, zm. 30 kwietnia 2025) – węgierski kajakarz, kanadyjkarz, medalista olimpijski.

## Kariera sportowa
Zdobył wraz z Károlym Wielandem brązowy medal w wyścigu kanadyjek dwójek (C-2) na 1000 metrów na igrzyskach olimpijskich w 1956 w Melbourne. Osadę węgierską wyprzedzili Dumitru Alexe i Simion Ismailciuc z Rumunii oraz Pawieł Charin i Gracyan Botiew ze Związku Radzieckiego. Była to jedyna duża impreza międzynarodowa, w której brał udział.